# زیویه (قروه)
زیویه (قروه)، روستایی از توابع بخش سریش‌آباد شهرستان قروه در استان کردستان ایران است. 

## جمعیت
این روستا در دهستان قصلان قرار دارد و براساس سرشماری مرکز آمار ایران در سال ۱۳۸۵، جمعیت آن ۲۹۱ نفر (۶۷خانوار) بوده‌است زیویه 7 کیلومتر از شهرستان قروه دور است.

## امامزاده یوسف
بقعه این امامزاده در میان قبرستان عمومی روستای زیویه، در 7 کیلومتری شهر قروه واقع شده است.
در وسط بقعه، ضریح آهنی سبز رنگی به ابعاد 2*1 و ارتفاع 1.2 متر قرار دارد که در میان آن سنگ قبر امامزاده نصب شده است.
بر روی سنگ قبر ایشان متن ذیل نگاشته شده است: "امامزاده یوسف از نوادگان امام موسی کاظم (ع)"<references group="http://awqaf-kurd.ir/Awqaf/Cities/Qorveh/Beqae/beqae17.aspx%22/{{پیوند مرده|date=آوریل ۲۰۲۰ |bot=InternetArchiveBot}}>